# رجاكة
رجاكة هي قرية في مقاطعة سردشت، إيران. يقدر عدد سكانها بـ 63 نسمة بحسب إحصاء 2016.